# مونرو (میشیگان)
مونرو، میشیگان (به انگلیسی: Monroe, Michigan) یک شهر در ایالات متحده آمریکا با جمعیت ۲۰٬۷۳۳ نفر است که در میشیگان واقع شده‌است.

## موقعیت جغرافیایی
موقعیت جغرافیایی شهرها و مناطق اطراف به شرح زیر است: